# Astrid Därr
Astrid Därr (* 1977 in München) ist eine deutsche Autorin, Journalistin, Geografin und Abenteurerin. Sie veröffentlichte zahlreiche Reiseführer und Reisebücher, insbesondere über Marokko. Därr ist Expertin für Outdoor-, Camping-, Trekking- und Expeditionsreisen weltweit. Seit frühester Kindheit war Astrid Därr zusammen mit ihren Eltern Erika und Klaus Därr auf Abenteuerreisen mit dem Geländewagen – vorwiegend in der Sahara – unterwegs. Seit 1997 reist sie mehrere Monate im Jahr mit dem eigenen Fahrzeug oder per Rucksack rund um den Globus. Seit 2006 arbeitet sie außerdem als Reiseleiterin für besondere Touren mit Kleingruppen.

## Leben und Reisen
Astrid Därr wuchs als Tochter von Erika und Klaus Därr in einer Globetrotterfamilie auf. Schon im Alter von einem Jahr (1978) nahmen sie ihre Eltern auf eine Land-Rover-Reise durch die Sahara (Ägypten, Sudan) bis nach Kenia mit. Bis 1995 folgten – zusammen mit ihren Eltern und ihrem Bruder René Därr (* 1980) – weitere Afrikatouren durch Marokko, Tunesien, Algerien, Kamerun, Libyen, Niger, Mauretanien, Mali, Senegal, Namibia, Botswana, Sambia, Simbabwe und Südafrika. Die Liebe zu Afrika und Abenteuerreisen wurde ihr somit in die Wiege gelegt.
Mit 17 Jahren brach sie zu ihrer ersten Rucksackreise nach Australien auf – ihr fünfter bereister Kontinent. Mit 19 Jahren fuhr sie mit einem VW Polo für mehrere Wochen nach Marokko. Nach dem Abitur und während ihres Studiums der Geografie unternahm sie jedes Jahr individuelle Afrikareisen mit verschiedenen, selbst ausgebauten Fahrzeugen: u. a. mit einem Mercedes G drei Monate durch Westafrika, mit einem VW-Bus T2 durch Algerien und Libyen, mit einem VW-Bus T4 von München bis Dakar und mit einem Nissan Patrol TD durch Algerien, Libyen und Niger bis nach Burkina Faso. Außerdem absolvierte sie einen Freiwilligendienst in einem Regenwald-Reservat in Ecuador, verbrachte ein Auslandssemester in Singapur und forschte für ihre Diplomarbeit in der Altstadt von Fès (Marokko). Asien erkundete sie im Rahmen von Rucksack- und Bergreisen, z. B. in Indonesien, Indien, Nepal, Japan und Russland.
2004 startete sie mit einem Toyota Land Cruiser HJ 60 (Baujahr 1985) auf eine etappenweise Afrikadurchquerung von München nach Kapstadt. Bis 2016 legte sie mit diesem Fahrzeug mehr als 100.000 Kilometer auf dem Kontinent – besonders im südlichen Afrika – zurück (in über zwei Jahren kumulierter Reisezeit). Ende 2016 verschiffte sie den Toyota nach Uruguay und reist seitdem für mehrere Wochen im Jahr durch Argentinien und Chile.
Als aktive Bergsportlerin bestieg Astrid Därr mehr als 15 Gipfel und Pässe über 5000 Meter und vier Gipfel über 6000 Meter Höhe in den Anden, im Kaukasus, in Afrika und im Himalaya. Zudem ist sie Expertin für Vulkanbesteigungen. Insgesamt erklomm sie mehr als 40 Vulkane, u. a. in Indonesien, Chile, den USA und Kamtschatka, rund die Hälfte davon mit Tourenski.
Im September 2019 kam ihr Sohn Nelion auf die Welt. Dieser bereiste mit ihr bis Anfang 2021 bereits neun Länder auf drei Kontinenten.

## Berufliche Tätigkeit
Nach dem Studium der Geographie, des Tourismus und der Zoologie an der TU München folgten Stationen bei der Verlagsgruppe Reise Know-How (Praktikum), beim Bayerischen Rundfunk (Hospitanz), dem Bruckmann Verlag (Redaktion) und beim Reiseveranstalter Hauser Exkursionen (Produktmanagement), bevor sie sich 2005 als freiberufliche Journalistin, Autorin und Reiseleiterin selbstständig machte. Bis 2021 publizierte sie als Autorin und Fotografin mehr als 15 Reisebücher. Unter Individualreisenden sind besonders ihre umfangreichen Marokko-Reiseführer im Reise Know-How Verlag bekannt. Sie schrieb zahlreiche (Foto-)Reportagen u. a. für Abenteuer und Reisen, Alpin, Bergsteiger, Spiegel Online, Süddeutsche Zeitung, Süd-Afrika Magazin, Tauchen, Terra und 360° Medien.
Seit 2006 führt sie Trekkingreisen mit Kleingruppen in der ganzen Welt. Sie führte u. a. mehrere Gruppen auf den Kilimanjaro und den Mount Kenya. Als ausgebildete Tiroler Bergwander-Führerin begleitet sie außerdem Wanderungen in den Alpen.

## Publikationen
- mit Erika und Klaus Därr: Durch Afrika. Reise Know-How Verlag. Tuntenhausen 2000, ISBN 978-3-89662-011-8
- mit Erika und Klaus Därr: Durch Afrika. Band 1: Marokko bis Benin. Reise Know-How Verlag, Bielefeld 2003, ISBN 978-3-8317-1101-7
- mit Erika und Klaus Därr: Durch Afrika. Band 2: Nigeria bis Südafrika. Reise Know-How Verlag, Bielefeld 2003, ISBN 978-3-8317-1102-4
- mit Erika Därr: Traumrouten durch Afrika. Rosenheimer Verlag, Rosenheim 2006, ISBN 978-3-475-53708-0
- mit Christian Heeb (Fotos): Morocco: Dream Destinations from 1001 Nights. Bruckmann Verlag, München 2007, ISBN 978-3-7658-1630-7
- mit Christian Heeb (Fotos), Roland F. Karl: Zeit für Safari. Bruckmann Verlag, München 2010, ISBN 978-3-7654-4874-4
- mit Thomas Dressler (Fotos): Südmarokko: Ein Hauch von Verzauberung. Mondo Verlag, Vevey 2010, ISBN 978-2-88900-210-8
- Polyglott Apa Guide Marokko. Travel House Media, München 2012, ISBN 978-3-86459-042-9
- mit Christian Heeb (Fotos): Zeit für Marokko: Den Zauber des Orients entdecken und genießen. Bruckmann Verlag, München 2012, ISBN 978-3-7654-5616-9
- CityTrip Tanger, Asilah, Tétouan. Reise Know-How Verlag, Bielefeld 2013, ISBN 978-3-8317-2211-2
- mit Roland F. Karl et al.: 1000 Wandertouren, die Sie machen müssen, um die Welt zu sehen. Bruckmann Verlag, München 2016, ISBN 978-3-7343-0702-7
- mit Nora Jacobs: Polyglott on tour Marokko. Polyglott, München 2018, ISBN 978-3-8464-0270-2
- mit Norbert Blank, Jorg Berghoff et al.: Rauszeit: Die 400 genialsten Outdoor-Erlebnisse weltweit. Bruckmann Verlag, München 2019, ISBN 978-3-7343-1310-3
- Marokko: 40 Highlights abseits der ausgetretenen Pfade. 360°medien, Mettmann 2019, ISBN 978-3-947164-80-6
- CityTrip Marrakesch. Reise Know-How Verlag, Bielefeld 2019, ISBN 978-3-8317-3208-1
- mit Erika Därr: Marokko. Reise Know-How Verlag Rump, Bielefeld 2020, ISBN 978-3-8317-3160-2
- mit Erika Därr: Südmarokko. Reise Know-How Verlag Rump, Bielefeld 2020, ISBN 978-3-8317-3239-5